# Celleporaria firmispinosa
Celleporaria firmispinosa är en mossdjursart som först beskrevs av Silén 1954.  Celleporaria firmispinosa ingår i släktet Celleporaria och familjen Lepraliellidae. Inga underarter finns listade i Catalogue of Life.